# Сергеевка (Эртильский район)
Сергеевка — поселок в Эртильском районе Воронежской области России.
Входит в состав Первомайского сельского поселения.

## География

### Улицы
| - ул. Городская - ул. Дружбы - ул. Мира - ул. Тверская | - пер. Заречный - пер. Народный - пер. Солнечный |

## Население
| 2000 | 2010 |
| ---- | ---- |
| 575  | ↘398 |

## История
В посёлке строится храм в честь преподобного Сергия Радонежского.